# 稲山文男
稲山 文男（いなやま ふみお）は、日本の総務官僚。内閣府官民人材交流センター副センター長や、内閣官房行政改革推進本部事務局長、総務省行政管理局長を歴任した。

## 人物・経歴
長野県佐久市出身。長野県野沢北高等学校在学中に父が病没し、母もがんで大学進学後に死去した。1987年一橋大学法学部卒業、総務庁入庁。国際労働機関総会日本政府代表顧問等を経て、2006年総務省人事・恩給局参事官兼内閣官房内閣参事官（内閣官房副長官補付）。
2007年総務省大臣官房参事官（任用担当）。2008年総務省人事・恩給局人事政策課長。2009年総務省人事・恩給局参事官兼内閣官房内閣参事官（内閣官房副長官補付）。2013年総務省人事・恩給局総務課長兼内閣府地方分権改革推進室参事官。2015年総務省東北管区行政評価局長。
2016年内閣官房内閣審議官（内閣人事局）。2019年内閣府官民人材交流センター副センター長。2020年内閣官房行政改革推進本部事務局長。2022年総務省行政管理局長。2023年退官。2024年簡易保険加入者協会監事、日本郵便オフィスサポート顧問。2025年情報公開・個人情報保護審査会第3部会長。